# Achille Aperghis
Achille Aperghis (griechisch Αχιλλέας Απέργης, * 31. Januar 1909 in Korfu; † 23. März 1986 in Athen) war ein griechischer Bildhauer.

## Biografie
Aperghis wurde in einem Vorort von Garitsa auf Korfu geboren. Er war zunächst im kaufmännischen Bereich tätig. Zur gleichen Zeit besuchte er Zeichenkurse an der Abendschule von Korfu. 1937 ließ er sich in Athen nieder und besuchte die Athener Schule der Schönen Künste (ASAT), wo er bis 1939 bei Thomas Thomopoulos, Kostas Dimitriadis und Michael Tombros studierte. 1952 unternahm er seine erste Europareise nach Italien und Paris und besuchte später England (1959). Er nahm an Dutzenden von Einzel- und Gruppenausstellungen teil. Er starb 1986 in Athen. Er war seit 1945 mit der Malerin Irini Apergi verheiratet. Ihr gemeinsamer Sohn ist der Musikkomponist Georges Aperghis.

## Künstlerisches Schaffen
Er begann sein künstlerisches Werk mit Stein als Hauptmaterial, wandte sich aber später ausschließlich dem Metall zu. Bis 1946 folgte er in seinem Werk der „akademischen“ Tradition, beeinflusst von seinen Professoren an der Athener Akademie der Schönen Künste. Dann wandte er sich den neueren Trends seiner Zeit zu. Ein großer Teil seines Werks wurde 2002 von seinem Sohn dem Mazedonischen Museum für zeitgenössische Kunst in Thessaloniki gestiftet, andere Werke befinden sich in der Nationalgalerie, im Telloglio-Stiftung, im Museum für zeitgenössische Kunst auf Kreta und anderen Einrichtungen.